# 876 Scott
876 Scott eller 1917 CH är en asteroid i huvudbältet, som upptäcktes den 20 juni 1917 av den österrikiske astronomen Johann Palisa. Den är uppkallad efter Miss E. Scott.
Asteroiden har en diameter på ungefär 22 kilometer och den tillhör asteroidgruppen Eos.